# Liste der Kulturdenkmäler in Wolfgang
Die folgende Liste enthält die in der Denkmaltopographie ausgewiesenen Kulturdenkmäler auf dem Gebiet des Stadtteils Wolfgang der  Stadt Hanau, Main-Kinzig-Kreis, Hessen.
Hinweis: Die Reihenfolge der Denkmäler in dieser Liste orientiert sich an der Anschrift, alternativ ist sie auch nach der Bezeichnung, der vom Landesamt für Denkmalpflege vergebenen Nummer oder der Bauzeit sortierbar.
Kulturdenkmäler werden fortlaufend im Denkmalverzeichnis des Landes Hessen durch das Landesamt für Denkmalpflege Hessen auf Basis des Hessischen Denkmalschutzgesetzes (HDSchG) geführt. Die Schutzwürdigkeit eines Kulturdenkmals hängt nicht von der Eintragung in das Denkmalverzeichnis des Landes Hessen oder der Veröffentlichung in der Denkmaltopographie ab.

| Bild                | Bezeichnung | Lage | Beschreibung | Bauzeit        | Objekt-Nr. |
| ------------------- | --- | --- | ------------ | -------------- | ---------- |
| Bild gesucht BW     | Forsthaus | Am Neuwirtshaus 17 LageFlur: 108, Flurstück: 1/3                                                                        |              |                | 107125 DDB |
| Bild gesucht BW     | Sachgesamtheit Hessische Staatsdarre Wolfgang                                                                                        | Forstamt Wolfgang LageFlur: 2, Flurstück: 45/1                                                                          |              | 1924–26        | 106705 DDB |
| Bild gesucht BW     | Wohnhaus | Forstamt Wolfgang LageFlur: 2, Flurstück: 45/1                                                                          |              | um 1920        | 106706 DDB |
| Forstgehöft         | Forstgehöft | Forstamt Wolfgang LageFlur: 2, Flurstück: 30                                                                            |              | 1925           | 107120 DDB |
| Hessisches Forstamt | Hessisches Forstamt | Forstamt Wolfgang LageFlur: 2, Flurstück: 45/1                                                                          |              | 1715           | 106707 DDB |
| weitere Bilder      | hist. Anstaltsschule der Wohnsiedlung der Königl.-Preuß. Pulverfabrik                                                                | Forsthausstraße 7 LageFlur: 1, Flurstück: 582                                                                           |              |                | 106836 DDB |
| Bild gesucht BW     | Gesamtanlage | Gesamtanlage Alte Argonner Kaserne Lage                                                                                 |              |                | 106620 DDB |
| Bild gesucht BW     | Gesamtanlage | Gesamtanlage Pionierkaserne Lage                                                                                        |              | 1936–38        | 107121 DDB |
| weitere Bilder      | Klosterruine St. Wolfgang | Krummer Tannenschlag LageFlur: 2, Flurstück: 39                                                                         |              | Anfang 15. Jh. | 106612 DDB |
| Schafott            | Schafott | Lehrhöfer Heide, Alter Wald 6/8 LageFlur: 1, Flurstück: 52/93, 52/94                                                    |              | 1839           | 106617 DDB |
| Bild gesucht BW     | Pförtnerhaus | Pionierkaserne (Aschaffenburger Straße o. Nr.) LageFlur: 1, Flurstück: 900                                              |              | 1953           | 827601 DDB |
| Bild gesucht BW     | Kasino | Pionierkaserne (Aschaffenburger Straße o. Nr.) LageFlur: 1, Flurstück: 900                                              |              | 1936–38        | 827599 DDB |
| Bild gesucht BW     | Kirche | Pionierkaserne (Aschaffenburger Straße o. Nr.), U.S. Kaserne, Pionierkaserne LageFlur: 1, Flurstück: 159/7, 496/17, 900 |              | 1949           | 827600     |
| Bild gesucht BW     | Sachgesamtheit Werksanlagen der historischen Königl.-Preuß. Pulverfabrik Wolfgang; zugehörig die Gebäude Nr. 260, 266, 605, 762, 902 | Rodenbacher Chaussee, Werkstraße, Aschaffenburger Straße LageFlur: 1, Flurstück: 114/11, 114/68, 95/27, 95/28           |              | 1875–77        | 107119 DDB |
| weitere Bilder      | Sog. Bahnhaus mit Spritzenhaus der historischen Königlichen Pulverfabrik Wolfgang                                                    | Vor der Pulvermühle 1 LageFlur: 1, Flurstück: 70/75                                                                     |              | 1878           | 106615 DDB |
| weitere Bilder      | hist. Pulvermühlen-Direktion | Vor der Pulvermühle 10 LageFlur: 1, Flurstück: 77/50                                                                    |              | um/vor 1890    | 106613 DDB |
| weitere Bilder      | Ehemalige Kantine der Pulverfabrik                                                                                                   | Vor der Pulvermühle 11 LageFlur: 1, Flurstück: 78/17                                                                    |              | um 1890        | 106614 DDB |
| weitere Bilder      | Wasserturm der Königl.-Preuß. Pulverfabrik                                                                                           | Werkstraße (an der B 8) LageFlur: 1, Flurstück: 114/11                                                                  |              | 1890/91        | 106616 DDB |

- Karte mit allen Koordinaten der Denkmäler:
- OSM |
- WikiMap